# 감성여행 쉼표
《감성여행 쉼표》는 2012년 방송된 여행 프로그램이다.